# Døscherholmen
Døscherholmen est une île dans le landskap Sunnhordland du comté de Vestland. Elle appartient administrativement à Øygarden.

## Géographie
Rocheuse et comportant des arbres et des batiments, elle s'étend sur environ 211 m de longueur pour une largeur approximative de 67 m. Elle est située au nord de Tofterøy, juste à l'est de Glesvær. 

## Histoire
En 1888, l'île est attribuée à Elias Olsen de Bremnes comme propriété. Il ouvre un magasin général et prend en même temps le nom d'Elias Olsen Døscherholmen. Il construit également une distillerie de pétrole et vend du carburant aux bateliers. En 1902, il achète l'île. L'activité commerciale se développe progressivement et en 1915 l'île a son propre bureau de poste. Son fils Bernt Olsen reprend l'entreprise en 1912 et la dirige jusqu'à sa mort en 1937.
Après la Seconde Guerre mondiale, il y a une liaison routière vers Døscherholmen. Dans les années 2020, des projets sont lancés pour construire de nouveaux bâtiments sur l'île,.